# 科曼奇縣 (德克薩斯州)
科曼奇县（英語：Comanche County）是美國德克薩斯州的一個縣，位於中德克薩斯與北德克薩斯的過渡地帶。面積2,454平方公里。根據美國2000年人口普查，共有人口14,026人。縣治科曼奇（Comanche）。
成立於1856年1月25日。縣名紀念科曼奇族印地安人。